# シヴァリク級フリゲート
| シヴァリク級フリゲート | シヴァリク級フリゲート                                     | シヴァリク級フリゲート        |
| ---------------------- | ---------------------------------------------------------- | ----------------------------- |
|                        |                                                            |                               |
| 艦級概観               |                                                            |                               |
| 艦種                   | フリゲート                                                 | フリゲート                    |
| 運用者                 | インド海軍                                                 | インド海軍                    |
| 艦名                   |                                                            |                               |
| 前級                   | 1135.6型 (タルワー級)                                      | 1135.6型 (タルワー級)         |
| 次級                   | 17A型 (ニルギリ級)                                         | 17A型 (ニルギリ級)            |
| 要目                   |                                                            |                               |
| 排水量                 | 基準：4,600トン                                            | 基準：4,600トン               |
| 排水量                 | 満載：6,300トン                                            |                               |
| 全長                   | 143.0 m                                                    | 143.0 m                       |
| 全幅                   | 16.9 m                                                     | 16.9 m                        |
| 吃水                   | 4.5 m                                                      | 4.5 m                         |
| 機関                   | CODOG方式                                                  | CODOG方式                     |
| 機関                   | SEMT ピルスティク 16PA6 STCディーゼルエンジン (15,200馬力) | 2基                           |
| 機関                   | LM2500 ガスタービンエンジン                                | 2基                           |
| 機関                   | 可変ピッチ・プロペラ                                       | 2軸                           |
| 最大速力               | 30 kt（ディーゼル使用時22kt）                              | 30 kt（ディーゼル使用時22kt） |
| 航続距離               |                                                            |                               |
| 電源                   | GTA50-G3ディーゼル発電機 (800 kw)                          | 4基                           |
| 乗員                   | 257 名（士官35名）                                         | 257 名（士官35名）            |
| 兵装                   | 76mm単装速射砲                                             | 1基                           |
| 兵装                   | AK-630 CIWS                                                | 2基                           |
| 兵装                   | 3S90ミサイル単装発射機 (9M38/9M38M2 SAM×24発)              | 1基                           |
| 兵装                   | バラク-1短SAM VLS(各8セル)                                 | 4基                           |
| 兵装                   | 3M54E SSM 8連装VLS                                         | 1基                           |
| 兵装                   | RBU-6000対潜ロケット砲                                     | 2基                           |
| 兵装                   | 3連装短魚雷発射管                                          | 2基                           |
| 艦載機                 | 哨戒ヘリコプター                                           | 2機                           |
| C4I                    | Link II戦術データ・リンク                                  | Link II戦術データ・リンク     |
| C4I                    | CMS-17戦術情報処理装置                                     |                               |
| FCS                    | シカリ 主砲用                                              | 1基                           |
| FCS                    | MR-90 SAM用                                                | 4基                           |
| FCS                    | EL/M-2221 短SAM用                                          | 2基                           |
| FCS                    | 3R14N SSM用                                                | 1基                           |
| レーダー               | フレガートM2EM 3次元式                                     | 1基                           |
| レーダー               | EL/M-2238 3次元式                                          | 1基                           |
| レーダー               | ガルプンB 対水上捜索用                                     | 1基                           |
| レーダー               | BEL RASHMI 対水上捜索用                                    | 2基                           |
| ソナー                 | HUMSA-NG 艦首装備式                                        | 1基                           |
| 電子戦・ 対抗手段      | アジャンタ電波探知妨害装置                                 | アジャンタ電波探知妨害装置    |
| 電子戦・ 対抗手段      | デコイ発射機                                               |                               |

シヴァリク級フリゲート（シヴァリクきゅうフリゲート、英語: Shivalik-class frigate）は、インド海軍のフリゲートの艦級。インド海軍での計画番号は17型。

## 来歴
インド海軍では1992年から1993年にかけて、CODOG主機関を備えるとともに最新技術を導入した汎用フリゲートを計画していた。当初は、比較的保守的に、16型（ゴーダーヴァリ級）の主機関をガスタービン化した設計が検討されていたが、後には、完全に新規設計されたステルス艦が志向されるようになった。
コンセプト開発は1993年より開始され、1994年にはインド海軍司令部に対して設計案が提示された。まもなく承認が下され、ガスタービン・フリゲート研究班が編成された。計画名は、当初は「フリゲート2000」、まもなく「フリゲート2001」、最終的に「プロジェクト17」となった。基本設計は1994年のうちに着手され、1995年よりオランダ海事研究所（MARIN）で行われた模型船試験により、その妥当性が裏付けられた。またステルス艦化が志向されたため、レーダー反射断面積（RCS）や赤外線シグネチャー、水中放射雑音の低減に関する研究も並行して進められていたが、これらの成果も、1997年には船体設計に統合された。
1998年1月、内閣国防委員会は、プロジェクト17に基づくフリゲート3隻の建造を認可した。これによって建造されたのが本級である。

## 設計
外見上は、ロシアから購入して運用していた1135.6型（タルワー級）の船体を延長したように見えるが、実際の設計作業は本級のほうが先行している。むしろ、インド海軍が求めるコンセプトに適合化するため、ロシア側が本級のコンセプト設計を参考にした結果として、類似した設計に収斂したともされる。また同型の設計を担当したロシアのセーヴェルノイェ計画設計局や、フランスのDCNS社の協力を得たともいわれている。
上記の通り、本級では全面的なステルス艦化が志向されており、レーダー反射断面積（RCS）や赤外線シグネチャー、水中放射雑音と、すべてのスペクトラムに渡ってシグネチャーの低減が図られている。このうち、RCSの低減については、ドイツのIABG社の協力を得たといわれている。なお船質としては、当初はイギリス製の高張力鋼が予定されていたが、後にロシア製のD-40S調質の高張力鋼に変更された。
主機関はCODOG方式を採用している。巡航機としてはSEMT ピルスティク 16PA6 STCディーゼルエンジン（単機出力15,200馬力）を採用しており、また2番艦以降ではインド国内でのライセンス生産機に切り替えられた。加速機はアメリカ製のLM2500 ガスタービンエンジンである。
電源はタルワー級と同構成で、バルチラ-カミンズGTA50-G3ディーゼルエンジンを原動機とする発電機4基を搭載しており、総出力3,200キロワットを確保した。

## 装備

### C4ISR
艦の戦闘システムの中核となるのがCMS-17戦術情報処理装置である。これはAISDN-17艦内データ・ネットワークを介して連接された分散システムであり、またBEL リンクIIや衛星通信装置もネットワークに連接されている。
本級では、シュチーリ用にはフレガートM2EM、バラク用にはEL/M-2238 STARと、2機種の3次元レーダーを搭載している。また艦対艦ミサイルの測的用を兼ねた対水上捜索レーダーとして、ガルプンEも搭載された。
ソナーとしては、タルワー級などの搭載機の改良型であるHUMSA-NGをバウ・ドームに収容して搭載した。またLFATS曳航ソナーのライセンス生産機を搭載しているという説もある。

### 武器システム
シュチーリ艦隊防空ミサイル・システムの搭載はタルワー級と同様で、構成も同様にミサイル単装発射機1基と火器管制レーダー4基とされている。一方、近接防空用としては、タルワー級の前期型で搭載されたカシュタン複合CIWSの性能が不十分であったことから、本級ではバラク-1個艦防空ミサイルとAK-630M 30mmガトリング砲を組み合わせて搭載している。
対潜兵器は、デリー級やタルワー級などロシア系の艦で採用されてきたRBU-6000 12連装対潜ロケット砲と、ブラマプトラ級などイギリス系の艦で採用されてきた3連装短魚雷発射管を併載している。ただし魚雷発射管は未搭載で就役したという説もある。
艦対艦ミサイルはタルワー級の前期建造艦と同様、ロシア製の3M-54E「クラブ-N」（SS-N-27）を8連装のVLSに収容して搭載する。なお艦砲はブラマプトラ級などと同系列の76mm単装速射砲だが、本級ではステルス化されたシールドを採用した。砲射撃指揮装置（GFCS）としては、バラート社のシカリ（エリコン社TMX-Kaのライセンス生産機）のほか、電子光学式のEON-51も搭載される。

### 航空機
本級は、大型ヘリコプター2機を運用することができる。その機種は、シーキング、またはインド国産のHAL ドゥルーブである。

## 同型艦
当初計画では、本級は2005年より就役を開始する予定であった。しかし上記のような船質変更、その高張力鋼を含めた物資や装備の調達遅延やシステムインテグレートの困難のために、実際の就役は2010年まで遅れることとなった。
| #   | 艦名                    | 起工           | 進水           | 公試       | 就役           |
| --- | ----------------------- | -------------- | -------------- | ---------- | -------------- |
| F47 | シヴァリク INS Shivalik | 2001年 7月11日 | 2003年 4月18日 | 2009年 2月 | 2010年 4月29日 |
| F48 | サツプラ INS Satpura    | 2002年 8月31日 | 2004年 6月4日  | 2011年     | 2011年 8月20日 |
| F49 | サヒャディ INS Sahyadri | 2003年 9月30日 | 2005年 5月27日 | 2012年     | 2012年 7月21日 |

## ギャラリー

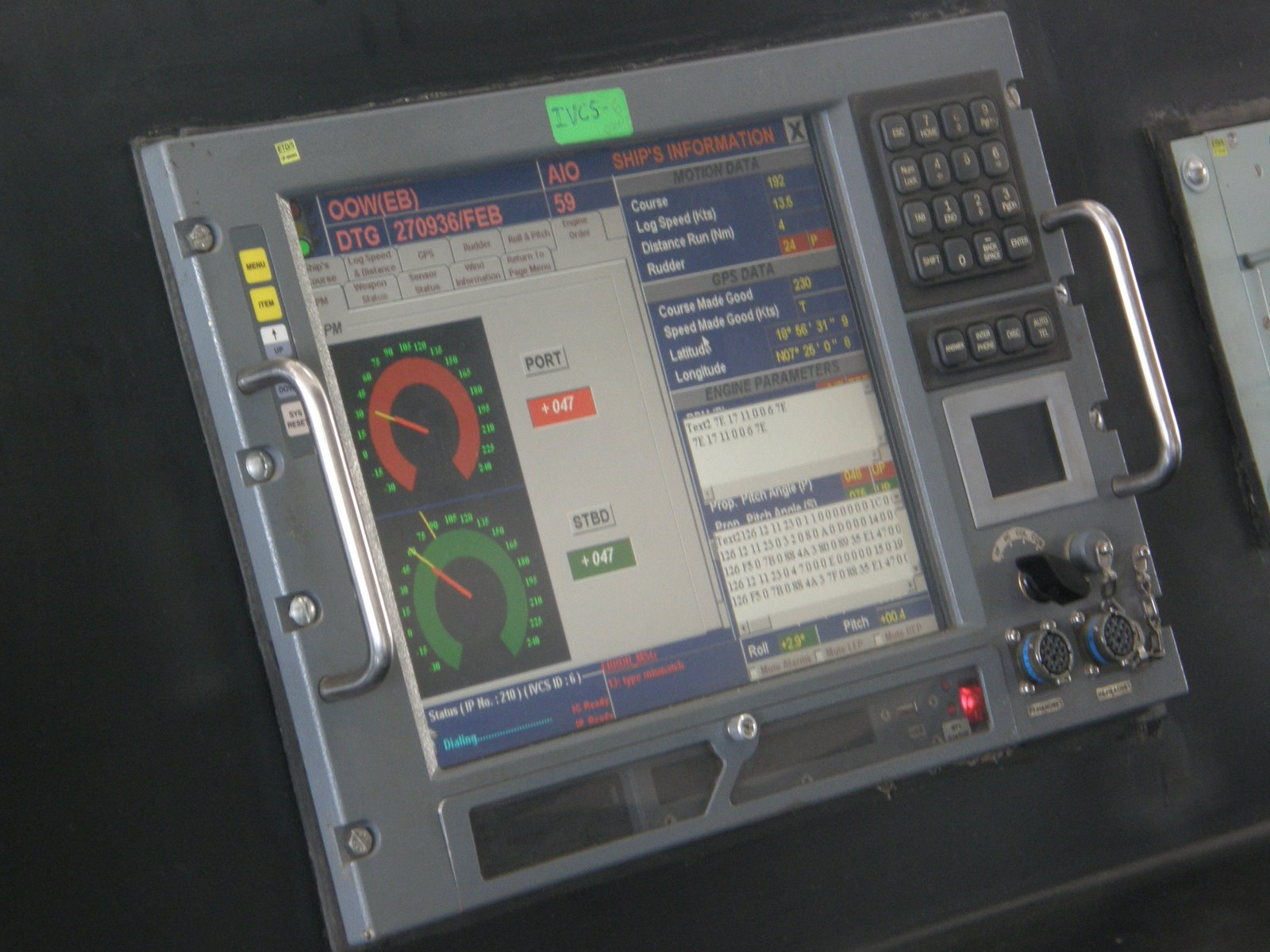
シヴァリクの統合化された多用途表示装置(IVCS)
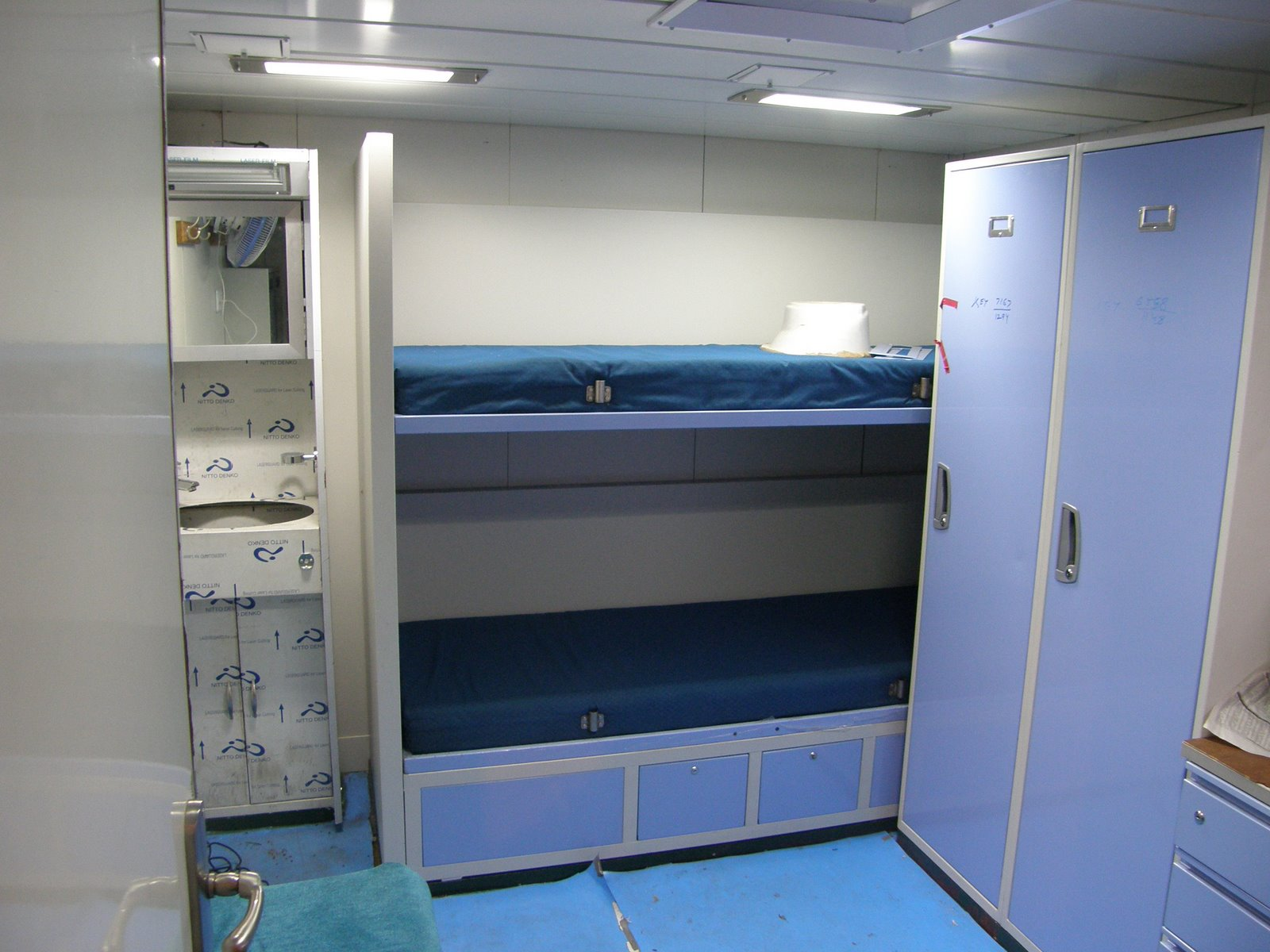
シヴァリクの士官室
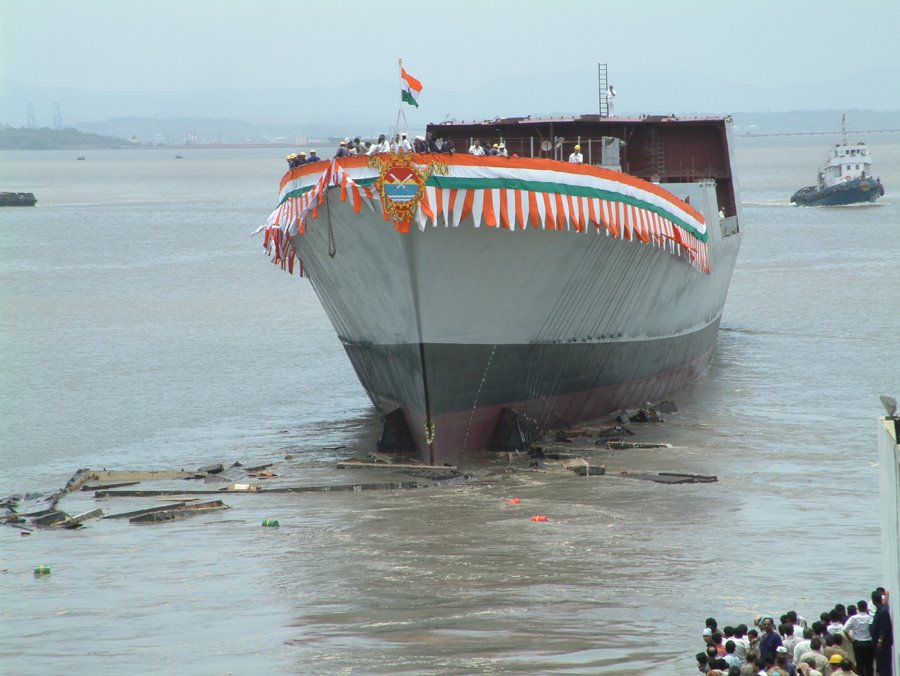
進水時のサツプラ
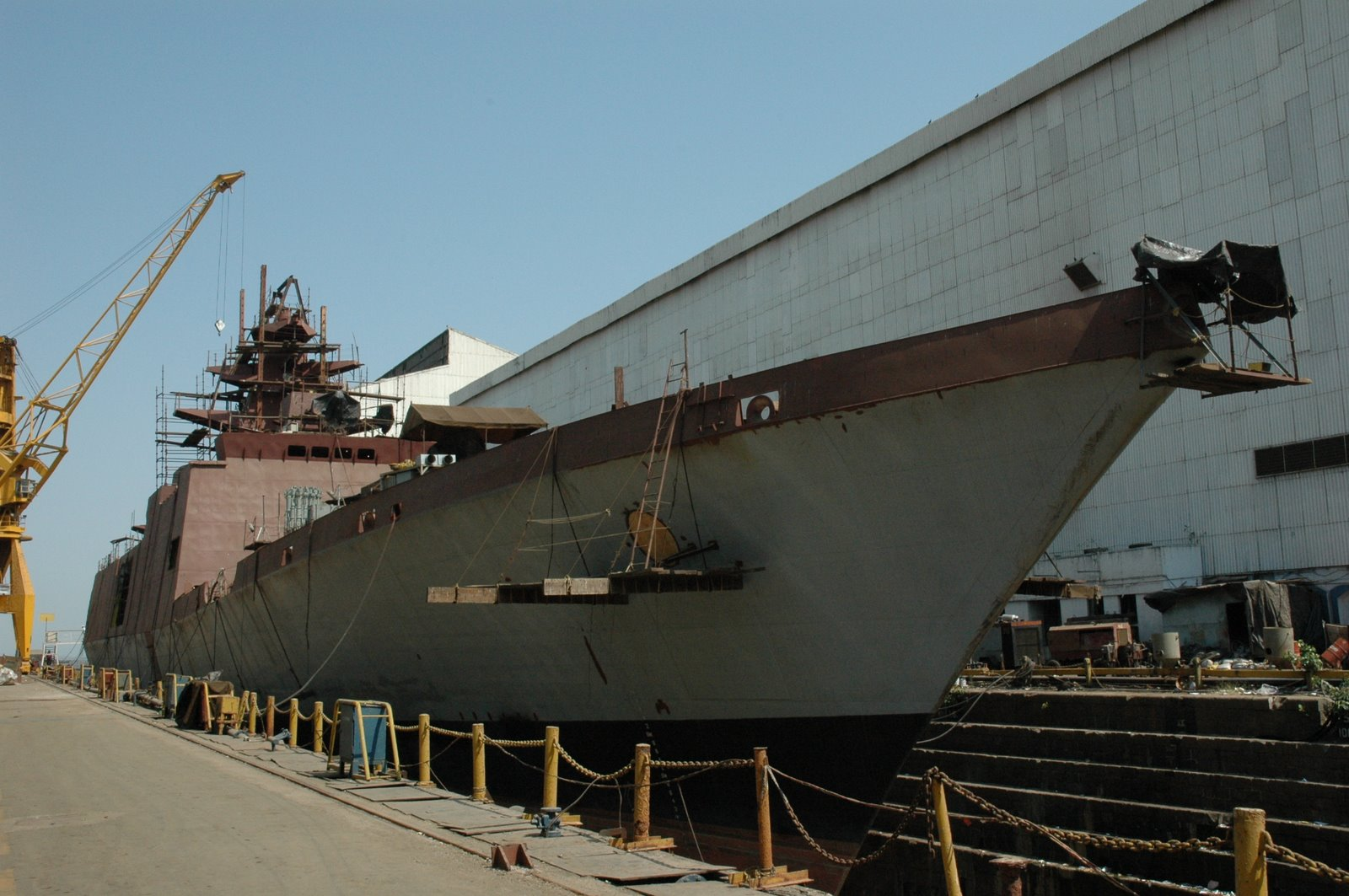
マザゴン造船所にて建造中のサヒャディ
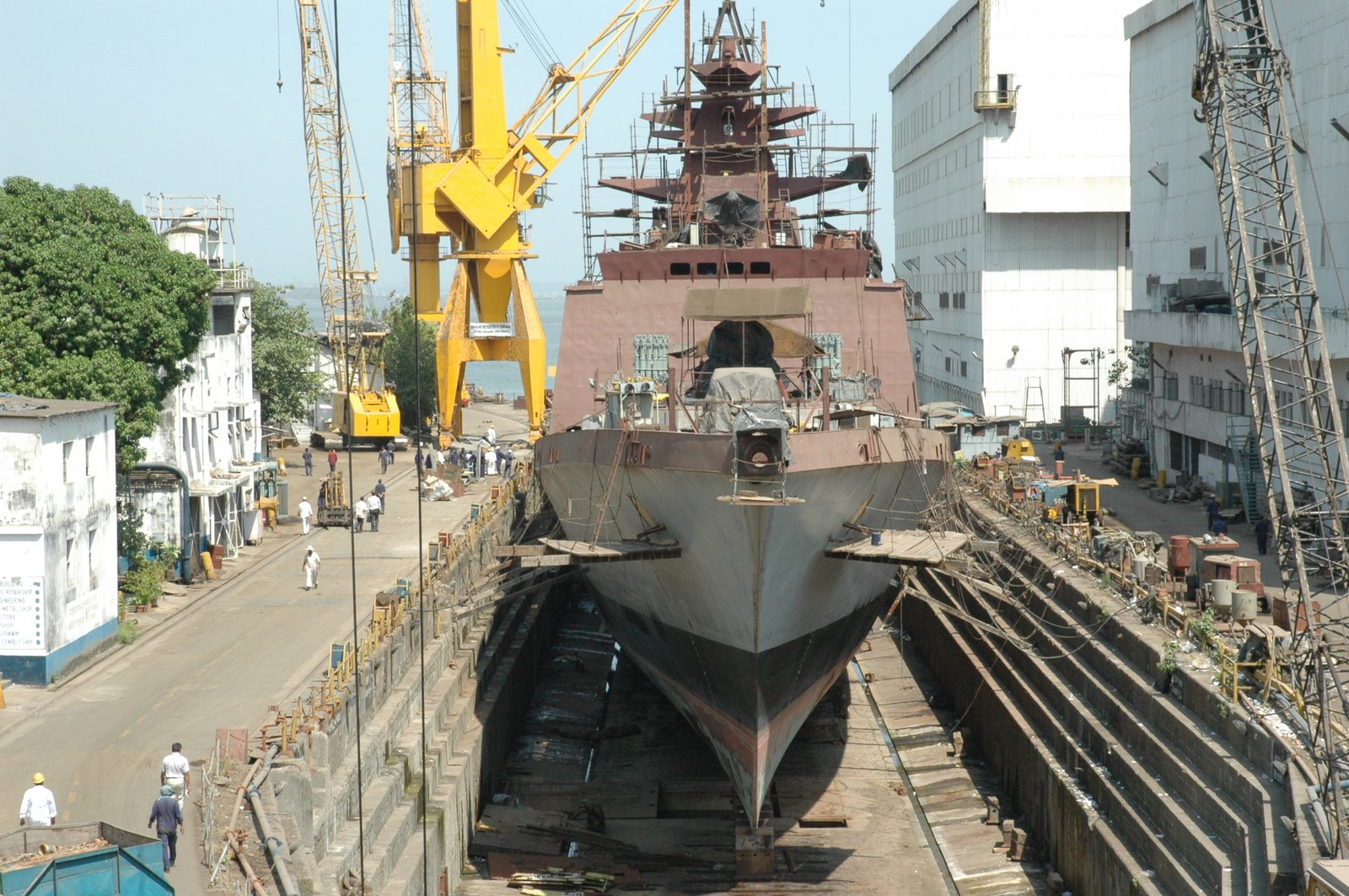
艤装中のサヒャディ
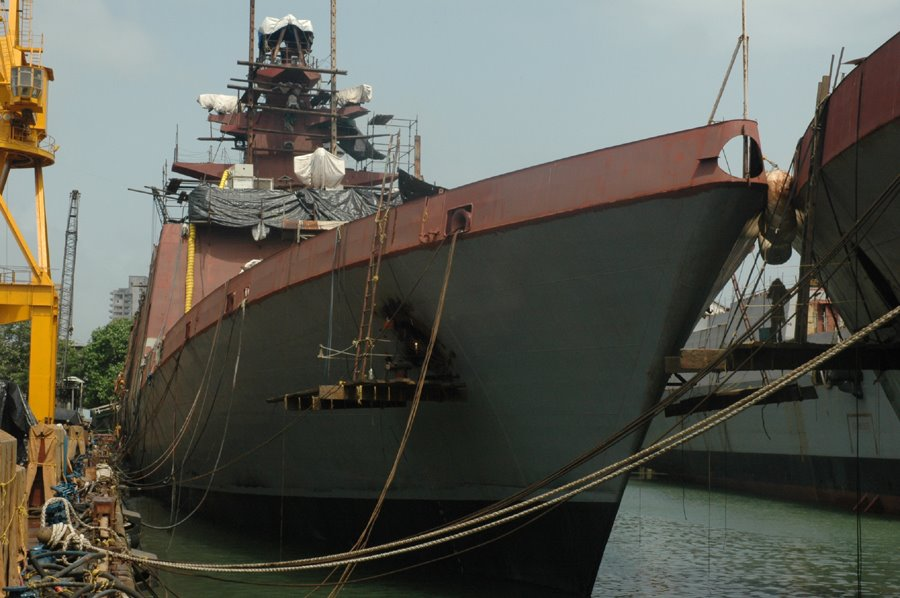
艤装中のシヴァリク
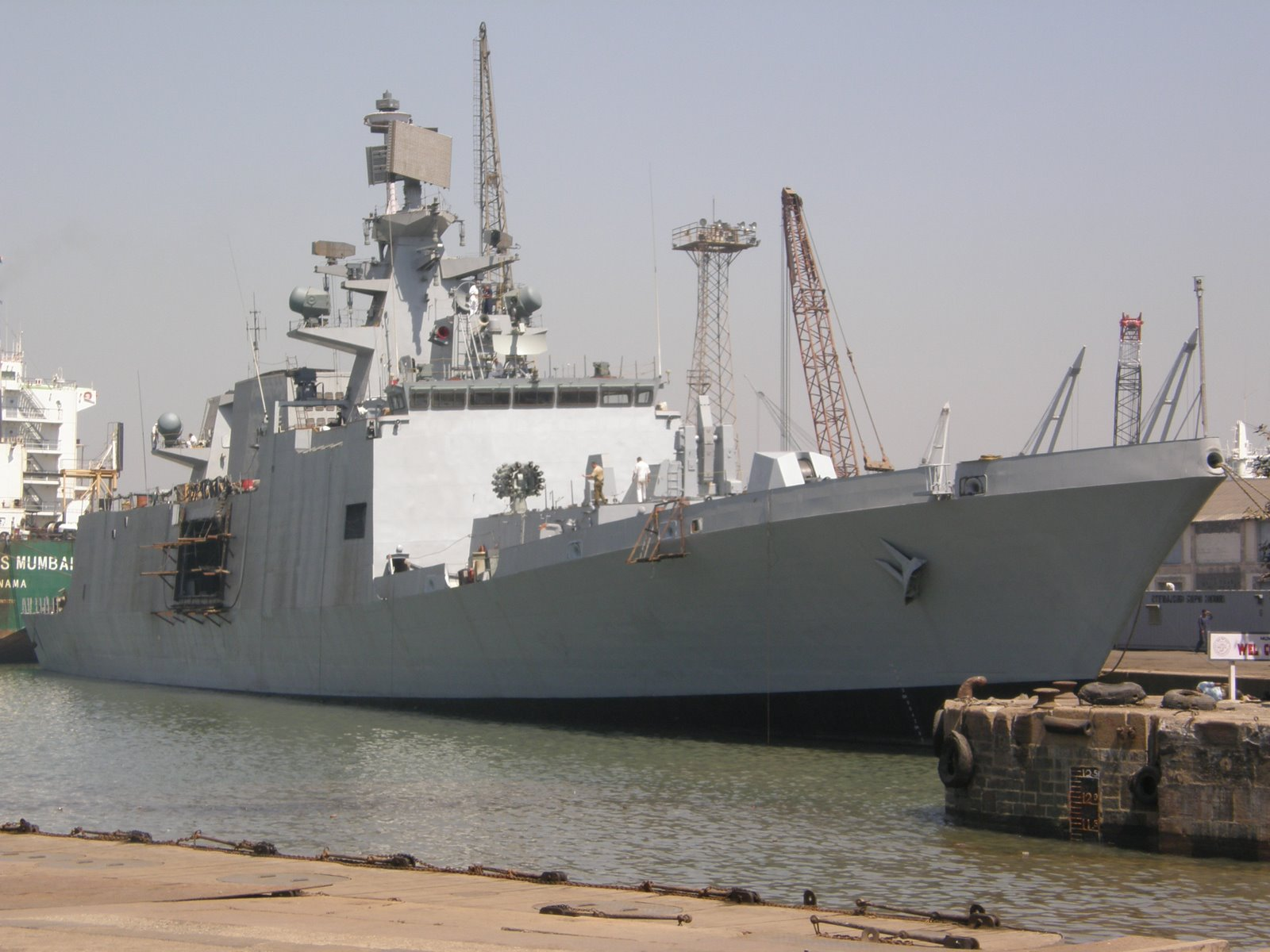
就役前のシヴァリク
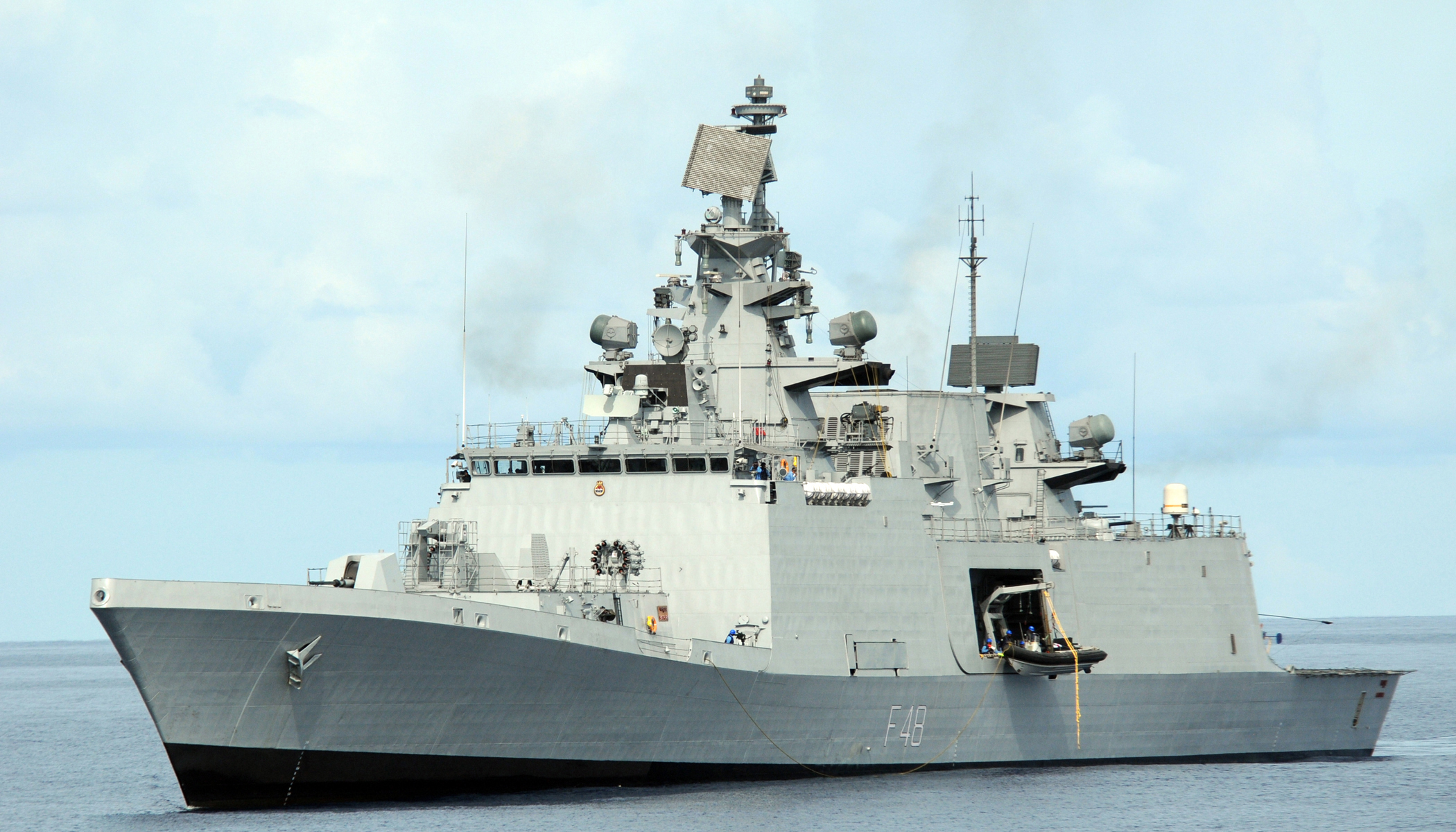
マラバー2012におけるサツプラ
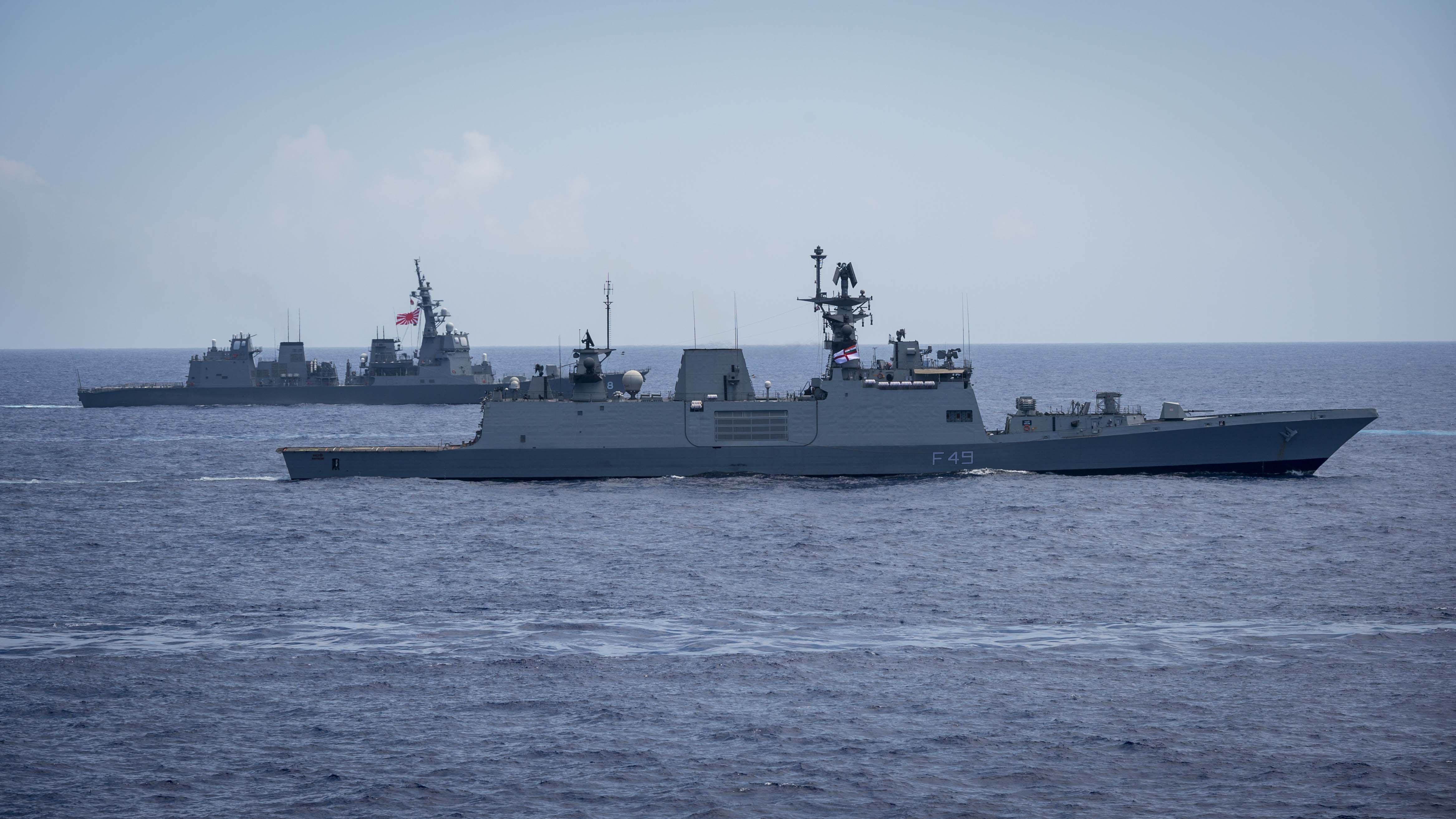
サヒャディとふゆづき (護衛艦)